# Fratton Park
Fratton Park är en arena för fotboll. Den är Portsmouths hemmaplan sedan den färdigställdes 1898. Den ligger i södra England i hamnstaden Portsmouth.
I januari 2009 placerade den brittiska tidningen Daily Mail den på tionde plats i sin lista över arenor med bäst stämning.

## Beskrivning
Stadion har i nuläget fyra läktare, alla med sittplatser. Planen sträcker sig från öst till väst. Den största och mest moderna av de fyra läktarna finns vid arenans västra kortsida och heter Fratton End (även känd som JobSite UK stand). Ingången vid Fratton End är känd för sin speciella arkitektur som pryder fasaden. Längs planens båda långsidor finns de norra och södra läktarna, de är båda i två våningar och kallas helt enkelt North Stand och South Stand. På den östra kortsidan ligger Milton End (som också kallas Apollo stand), den är betydligt mindre än de andra läktarna. Det var tidigare den enda läktaren utan tak i Premier League men till säsongen 2007/2008 byggdes ett tak. Denna läktare används både av hemma- och borta-lagets supportrar. Efter att den nye ägaren (Alexandre Gaydamak) tagit över så har vissa renoveringar skett. Bland annat förbättrade omklädningsrum, taket över östra läktaren och en storbildsskärm som nu finns över polisens utrymme i hörnet mellan norra och östra läktaren. Man har också valt att inte ha reklam på den norra läktaren utan istället bara ha texten "Fratton Park Portsmouth" och klubbens logotyp i form av en sköld. Hela stadion är rökfri och man har regler mot diskriminering.
Till stadion tar man sig via tåg (Portsmouth Direct Line) till Fratton railway station som ligger ungefär 10 minuters gångväg från arenan.

## Historia
Huvudläktaren var designad av den välrenommerade fotbollsarkitekten Archibald Leitch vars firma även byggde en utsmyckad paviljong (liknande den på Craven Cottage ) med ett klocktorn. Det mesta av detta revs dock i samband med ombyggnationer.
Den första match som spelades på Fratton Park var en vänskapsmatch mot den lokala rivalen Southampton det blev en seger med 2-0 efter mål av Dan Cunliffe (tidigare spelare i Liverpool) och Harold Clarke (tidigare spelare i Everton).
Fratton park var värd för en gruppspelsmatch i Olympiska sommarspelen 1948, en av bara två arenor som användes utanför London vid spelen (den andra var Goldstone Ground, en stadion som inte längre finns). På arenan har även spelats en A-landskamp. Det var 2 mars 1903 då England mötte Wales.
 Här har även några av Englands U21-landslag spelat matcher. Portsmounth FC var även den första klubben som arrangerade en ligamatch i fotboll i strålkastarljus. Det var 22 februari 1956 i en match mot Newcastle United.

## Framtiden

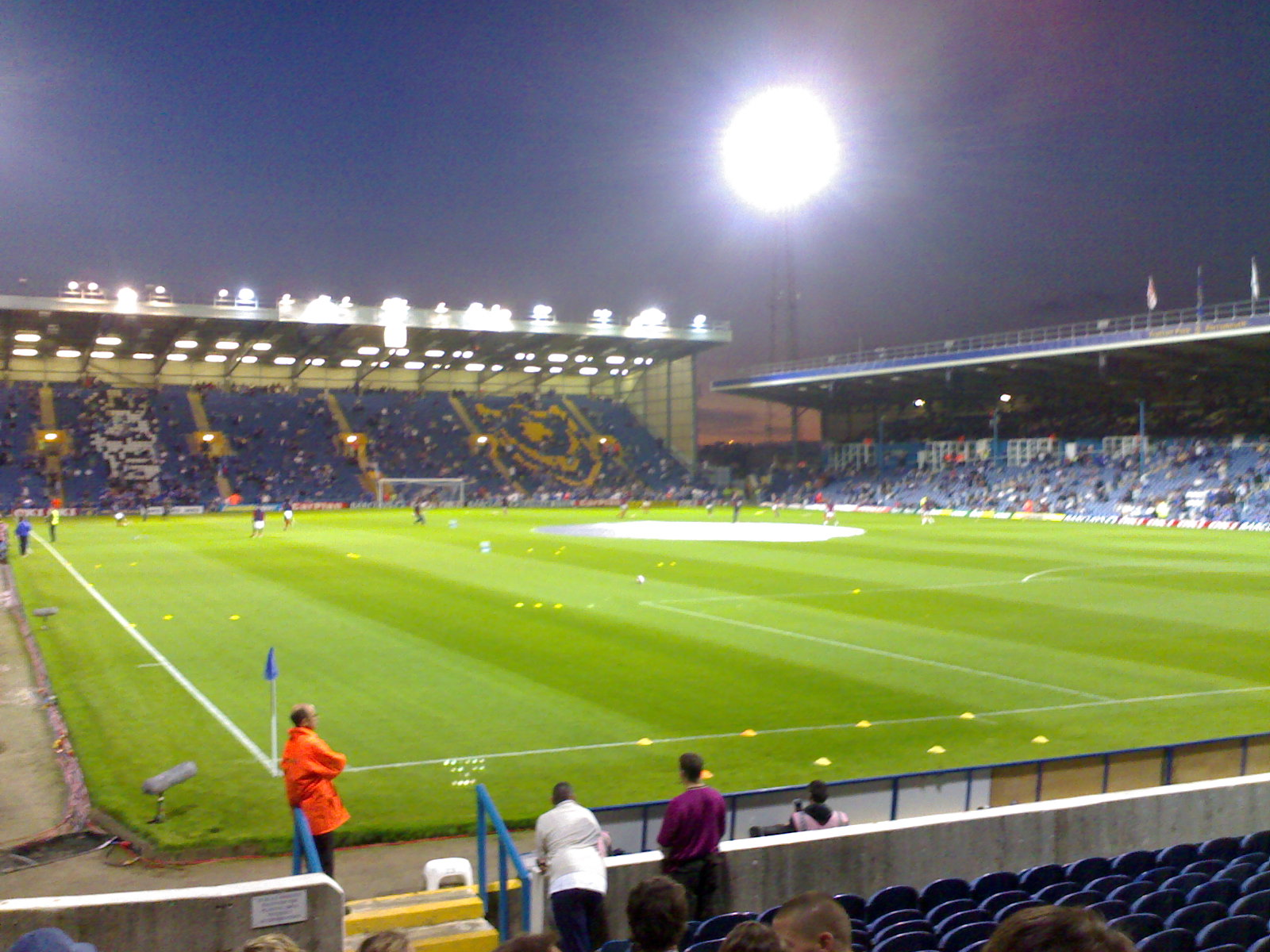
Planen sedd från Milton End i september 2006

Stadion har varit lagets hemmaplan hela klubbens historia och trots ett flertal förbättringar under åren så ser man tydligt att arenan inte håller samma standard som den man finner hos andra klubbar i Premier League. De flesta andra klubbar har antingen byggt nya arenor eller gjort stora renoveringar på äldre arenor. I slutet av säsongen 2003/2004, när klubben hade säkrat sin plats i högsta ligan nästa år, började man ta fram planer på en ny stadion som skulle ligga där en gammal bangård för godståg hade legat. Planerna, som fick stöd från de styrande i staden, skulle även se till att arenan skulle få en högre publikkapacitet, något som är omöjligt där Fratton Park idag ligger på grund av närheten till bostadsområden.
Innan arbetet med dessa planer sattes igång kom dock nya planer. Denna gång på att bygga där arenan låg och genom att rotera själva planen 90 grader kunna få plats med en större stadion. Planen var att delvis finansiera det genom ett att bygga ett "Pompey Village" (lagets smeknamn är Pompey) med bostäder, hotell och affärer i närheten av arenan. Tanken var att byggnationerna skulle starta under sommaren 2006 och stå färdigt till säsongen 2007/2008.
Återigen kom det nya planer innan arbetet kunde påbörjas. 25 april 2007 tillkännagavs planerna på att bygga en arena med 36 000 platser på lerbäddar som bildats av tidvattnet i närheten av Portsmouths flottbas. Dessa planer var ambitiösa och inkluderade att bygga en fritidsby runt arenan, med restauranger,  1 500 lägenheter med havsutsikt och andra anläggningar. Dessa planer fick brett stöd men möttes med vissa synpunkter på att platsen för bygget skulle göra att arenan skulle vara omgiven på tre sidor (av flottbasen, hamnen och järnvägen) och därmed bara ha en väg in för supportrar och boende. Kritiker sa även att lerbotten som stadion skulle stå på var nära ett område av särskilt vetenskapligt intresse och det skulle om man byggde var svårt att ta sig till detta område. Man påpekade även att området inte bara skulle vara svåråtkomligt, det skulle inte heller kunna rymma så stora parkeringar som skulle behövas för alla dessa anläggningar som skulle byggas. Även tillfartsvägarna skulle få problem, staden är nämligen byggd på en ö, med enbart tre vägar in från norr och den föreslagna platsen för bygget skulle ligga nästan så långt sydväst man kunde komma på ön.
Inte heller dessa planer sattes i verket. Klubben hade anlitat konsulter och man kom fram till ett flertal problem, varav det största problemet var vilken inverkan 36 000 åskådare skulle göra på infrastrukturen i det valda området. Flottan hade även synpunkter på vilken påverkan bygget skulle ha på deras nya gigantiska hangarfartyg.
I januari 2008 tog ett fjärde förslag till planer fram. Det var att bygga en ny arena och boende/underhållningsområde på Horsea Island, nära den norra kusten i Portsmouths. Även detta förslag fick stort stöd men har fortfarande problemet med infrastrukturen. 
Finanskrisen som sedan kom har gjort att planerna på att bygga där har lagts på is. De tidigare planerna på att vrida spelplanen 90 grader togs då upp igen. Det var tänkt att arbetet skulle börja under slutet av 2009 och gradvis öka kapaciteten till 30 000 under 2010. Under början av 2010 verkar det som att planerna har stannat upp eftersom man inte har börjat med några byggnationer. Detta kan även ha att göra med klubbens finansiella situation.

## Siffror

### Rekord
Flest antal åskådare var 51 385 i matchen mot Derby County 26 february 1949 i FA-cupens sjätte runda.

### Åskådare i snitt senaste åren
1989–90: 18 959 
1990–91: 19 681 
1991–92: 11 789 
1992–93: 13 706 
1993–94: 11 692 
1994–95: 8 629 
1995–96: 9 503 
1996–97: 8 723 
1997–98: 11 149 
1998–99: 11 956 
1999–00: 13 906 
2000–01: 13 707 
2001–02: 15 121 
2002–03: 18 934 
2003–04: 20 108 
2004–05: 20 072 
2005–06: 19 840 
2006–07: 19 862 
2007–08: 20 438
2008–09: 19 830